# Dicranoloma skottsbergii
Dicranoloma skottsbergii är en bladmossart som beskrevs av Brotherus 1909. Dicranoloma skottsbergii ingår i släktet Dicranoloma och familjen Dicranaceae. Inga underarter finns listade i Catalogue of Life.